# Salvo Cassetta
Salvo Cassetta (ur. 1413 w Palermo, zm. 15 września 1483 w Rzymie) – włoski duchowny katolicki, teolog, dominikanin. Był kolejno prokuratorem generalnym zakonu dominikanów w Rzymie (1462), inkwizytorem Sycylii (1468–1475), Mistrzem Świętego Pałacu (1474–1482) i w końcu trzydziestym trzecim generałem zakonu dominikanów (od 1481 do śmierci). Zmarł w wieku 70 lat i został pochowany w rzymskiej bazylice Santa Maria sopra Minerva.